# THE BEST of mihimaru GT
『THE BEST of mihimaru GT』（ザ・ベスト・オブ・ミヒマル・ジーティー）は、mihimaru GT初のベストアルバム。2007年5月2日発売。発売元は、ユニバーサルミュージック。

## 解説
- デビューシングル「約束」から最新シングル「パンキッシュ☆」まですべてのシングル曲など16曲を収録したベストアルバム[2]（ただし両A面の「So Merry Christmas」は収録されていない）。曲順は発売順ではなく、mihimaru GT入門編として聴きやすい順番になっている。このうち「帰ろう歌」は「-TAKE 07-」としてリテイクしている。初回盤にはPVやそのメイキングを収録したDVDつき。
- ジャケット写真には珍しくmiyakeが大きく写っているが、ピントはhirokoに合わせている。hirokoがスパナを持っているのは、mihimaru GTを作り上げているというイメージからである。また初回盤と通常盤のジャケットを左右に合わせると、miyakeの顔がつながるようになっている。
- ちなみに、mihimaru GTのアルバム名はこれまで「mihima-」で始まっていたので、このアルバムのタイトル候補に「mihimaru GoTo（ミヒマルゴト）」があったとhirokoが語っている（JAPAN COUNTDOWNより）。
- シングル・アルバム通じ、グループ初となるオリコンチャート1位を獲得[1]。また売り上げも初めて40万枚を超え、自身最大のヒットとなった。台湾のチャートでも、日本・韓国部門で初登場以来4週連続で1位を獲得した。

## 収録曲
1. Theme of mihimaLIVE
新曲。冒頭では過去の楽曲などの一部を織り交ぜている。
2. Love is...
6thシングル。2007年5月18日放送のミュージックステーションにてこの曲を披露。
3. ユルメのレイデ
5thシングル。
4. いつまでも響くこのmelody
11thシングル「いつまでも響くこのmelody／マジカルスピーカー」の1曲目。
5. 気分上々↑↑
9thシングル。
6. パンキッシュ☆
13thシングル。アルバム初収録曲。
7. 恋する気持ち
7thシングル「恋する気持ち／YES」の1曲目。
8. YES
7thシングル「恋する気持ち／YES」の2曲目。
9. さよならのうた
8thシングル。
10. H.P.S.J. -mihimaru Ball MIX-
4thシングル「H.P.S.J.-mihimaru Ball MIX-／So Merry Christmas」の1曲目。アルバム初収録となったシングルバージョン。元々1stアルバム「mihimarhythm」に収録されたこの曲をリミックスして、シングルカットされた。
11. ツヨクツヨク
10thシングル。
12. マジカルスピーカー
11thシングル「いつまでも響くこのmelody／マジカルスピーカー」の2曲目。
13. かけがえのない詩（うた）
12thシングル。アルバム初収録曲。映画「ドラえもん のび太の新魔界大冒険 〜7人の魔法使い〜」の主題歌。
14. 願〜negai〜
3rdシングル。
15. 帰ろう歌（か） -TAKE 07-
2ndシングルの新録。音程が原曲より低くアレンジされている。ちなみにhirokoの「待たせすぎ!」というセリフでは、原曲より大人っぽさを出しているという。
16. 約束
1stシングル。

### DVD（初回限定盤のみ）
- かけがえのない詩（うた） (Promotion Video)
- 帰ろう歌 -TAKE 07- (Promotion Video)
  - カメラを止めずに連続して撮影。撮影場所は千葉県にある大慶園。
- Future Language -Making-
  - 初ステージを行ったという思い出のクラブで撮影。映像は当時の再現をしたもので、デビュー前の貴重な映像も冒頭に流れる。
- Future Language (Promotion Video)

## 演奏
- DJ NON：Turntable (#1)
- 田辺トシノ：Bass (#1.15)
- HIROTO SUZUKI：Other Instruments (#1)
- 山崎淳：Guitar (#15)
- Shinny T.：Drums (#15)
- 中野勇介：Trumpet (#15)
- 五十嵐誠：Trombone (#15)
- CHICA Strings：Strings (#15)
- DJ MINORU：Turntable (#15)
- Mr.T：Piano (#15)
- 守尾崇：Other Instruments (#15)